# Cerovica (Kučevo)
Pour les articles homonymes, voir Cerovica.
Cerovica (en serbe cyrillique : Церовица) est un village de Serbie situé dans la municipalité de Kučevo, district de Braničevo. Au recensement de 2011, il comptait 312 habitants.

## Démographie

### Évolution historique de la population
| 1948 | 1953 | 1961 | 1971 | 1981 | 1991 | 2002 | 2011 |
| ---- | ---- | ---- | ---- | ---- | ---- | ---- | ---- |
| 366  | 428  | 371  | 334  | 296  | 436  | 381  | 312  |

|  |